# Aougny
Aougny település Franciaországban, Marne megyében. Lakosainak száma 101 fő (2022. január 1.). Aougny Vézilly, Villers-Agron-Aiguizy, Lagery, Lhéry és Romigny községekkel határos.

## Népesség
A település népességének változása:
| Lakosok száma | 90   | 51   | 54   | 88   | 108  | 103  | 100  | 99   | 98   | 101  |
|               | 1968 | 1982 | 1990 | 2006 | 2013 | 2015 | 2017 | 2019 | 2020 | 2022 |